# Mackinac Island
Mackinac Island – meteoryt żelazny znaleziony na Meridiani Planum na Marsie przez automatyczny łazik marsjański Opportunity 15 października 2009 roku. Nazwa meteorytu pochodzi od wyspy Mackinac, jest to nazwa nieformalna. Meteoryt Mackinac Island znaleziono dwanaście dni po meteorycie Shelter Island, w odległości 64 metrów w kierunku północno-zachodnim. Nie przeprowadzono jednak bezpośrednich badań Mackinac Island, poprzestając na dokładnym jego sfotografowaniu.